# ドイツのアウトバーン一覧
ドイツのアウトバーン一覧は、ドイツ連邦共和国のアウトバーン（高速道路）の一覧。

ドイツのアウトバーン一覧図

## 主要幹線
一桁台の番号は、国内的・国際的に重要度の高い幹線に割り振られている。
- アウトバーン 1
- アウトバーン 2
- アウトバーン 3
- アウトバーン 4
- アウトバーン 5
- アウトバーン 6
- アウトバーン 7
- アウトバーン 8
- アウトバーン 9

## 国または地方
二桁台の番号は、国内的に重要な幹線に割り振られている。
ドイツ国内は9つの地域に分けられ、アウトバーン番号の二桁のうち最初の数字が、そのアウトバーンが主にどの地域を走るかを示している。二桁のうち後の数字は、偶数は東西方向に走る道路であることを、奇数は南北方向に走る道路であることを示している（途中で方向が変わる道路などの例外がある）。
- 1 = ベルリン、ライプツィヒ、ドレスデンなど東部
  - アウトバーン 10
  - アウトバーン 11
  - アウトバーン 12
  - アウトバーン 13
  - アウトバーン 14
  - アウトバーン 15
  - アウトバーン 17
  - アウトバーン 19

- 2 = ハンブルク、ブレーメン、ロストックなど北部
  - アウトバーン 20
  - アウトバーン 21
  - アウトバーン 23
  - アウトバーン 24
  - アウトバーン 25
  - アウトバーン 26
  - アウトバーン 27
  - アウトバーン 28
  - アウトバーン 29

- 3 = ハノーファー、ビーレフェルトなど中部
  - アウトバーン 30
  - アウトバーン 31
  - アウトバーン 33
  - アウトバーン 37
  - アウトバーン 38
  - アウトバーン 39

- 4 = ルール地方、ラインラント＝プファルツ州など北西部
  - アウトバーン 40
  - アウトバーン 42
  - アウトバーン 43
  - アウトバーン 44
  - アウトバーン 45
  - アウトバーン 46
  - アウトバーン 48
  - アウトバーン 49

- 5 = ケルン・ボンなど西部
  - アウトバーン 52
  - アウトバーン 57
  - アウトバーン 59

- 6 = フランクフルト・アム・マイン、マンハイムなど南西部
  - アウトバーン 60
  - アウトバーン 61
  - アウトバーン 62
  - アウトバーン 63
  - アウトバーン 64
  - アウトバーン 65
  - アウトバーン 66
  - アウトバーン 67

- 7 = ニュルンベルク、エアフルトなど南東部
  - アウトバーン 70
  - アウトバーン 71
  - アウトバーン 72
  - アウトバーン 73

- 8 = シュトゥットガルトなど南西部
  - アウトバーン 81

- 9 = ミュンヘンなど南部
  - アウトバーン 92
  - アウトバーン 93
  - アウトバーン 94
  - アウトバーン 95
  - アウトバーン 96
  - アウトバーン 98
  - アウトバーン 99

## 地方またはローカル
三桁台の番号は、地域や大都市圏内の必要を満たす路線に割り振られている。
アウトバーン番号の最初の数字が、そのアウトバーンが主にどの地域を走るかを示している。最後の数字は、偶数は東西方向に走る道路であることを、奇数は南北方向に走る道路であることを示している。
- アウトバーン 100
- アウトバーン 103
- アウトバーン 111
- アウトバーン 113
- アウトバーン 114
- アウトバーン 115
- アウトバーン 143
- アウトバーン 210
- アウトバーン 215
- アウトバーン 226
- アウトバーン 250
- アウトバーン 252
- アウトバーン 253
- アウトバーン 255
- アウトバーン 261
- アウトバーン 270
- アウトバーン 280
- アウトバーン 281
- アウトバーン 293
- アウトバーン 352
- アウトバーン 391
- アウトバーン 392
- アウトバーン 395
- アウトバーン 445
- アウトバーン 480
- アウトバーン 485
- アウトバーン 516
- アウトバーン 524
- アウトバーン 535
- アウトバーン 540
- アウトバーン 542
- アウトバーン 544
- アウトバーン 553
- アウトバーン 555
- アウトバーン 559
- アウトバーン 560
- アウトバーン 562
- アウトバーン 565
- アウトバーン 571
- アウトバーン 573
- アウトバーン 602
- アウトバーン 620
- アウトバーン 623
- アウトバーン 643
- アウトバーン 648
- アウトバーン 650
- アウトバーン 656
- アウトバーン 659
- アウトバーン 661
- アウトバーン 671
- アウトバーン 672
- アウトバーン 831
- アウトバーン 861
- アウトバーン 864
- アウトバーン 952
- アウトバーン 980
- アウトバーン 995